# Cabinet Börner I
Land de Hesse
Osswald III Börner II
Le cabinet Börner I (en allemand : Kabinett Börner I) est le gouvernement du Land de Hesse entre le 20 octobre 1976 et le 14 décembre 1978, durant la huitième législature du Landtag.

## Composition

### Initiale (20 octobre 1976)
- Les nouveaux ministres sont indiqués en gras, ceux ayant changé d'attributions en italique.

| Fonction                                                            | Titulaire | Titulaire           | Parti |
| ------------------------------------------------------------------- | --------- | ------------------- | ----- |
| Ministre-président                                                  |           | Holger Börner       | SPD   |
| Vice-ministre-président Ministre de l'Économie et de la Technologie |           | Heinz Herbert Karry | FDP   |
| Ministre de l'Intérieur                                             |           | Ekkehard Gries      | FDP   |
| Ministre de l'Agriculture et de l'Environnement                     |           | Willi Görlach       | SPD   |
| Ministre des Finances                                               |           | Heribert Reitz      | SPD   |
| Ministre de la Justice et des Affaires fédérales                    |           | Herbert Günther     | SPD   |
| Ministre de l'Éducation                                             |           | Hans Krollmann      | SPD   |
| Ministre des Affaires sociales                                      |           | Armin Clauss        | SPD   |